# Mount Ford
Mount Ford ist ein markanter Berg von 2580 m Höhe im ostantarktischen Viktorialand. Er ragt rund 3 km nördlich des Miller Peak und etwa 6,5 km westsüdwestlich des Mount Ashworth in der Explorers Range in den Bowers Mountains auf.
Erforscht wurde das Gebiet durch Teilnehmer einer von 1963 bis 1964 durchgeführten Kampagne im Rahmen der New Zealand Geological Survey Antarctic Expedition, die ihn nach Malcolm Roding James Ford (1939–1996) benannten, dem stellvertretenden Vermessungsleiter der Nordgruppe der Expedition, der auf der Scott Base überwinterte.